# كتاب الجيب
كتاب الجيب (بالفرنسية: Le Livre de poche)‏هو كتاب مصغر يُمكِن حمله في الجيب. ظهر في الأصل في 9 فبراير 1953 كآسم لمجموعة أدبية للمؤلف هنري فيليباتشي نشرت من قبل المكتبة العامة الفرنسية سنة 1954. في ثلاثينيات القرن التاسع عشر، نشر بعض الناشرين في بروكسل ولأسباب سياسية ورقابية مؤلفاتهم في شكل كتب صغيرة. وبحلول نهاية الأربعينيات من القرن التاسع عشر في فرنسا، ظهرت «كتب الأربع سنتات» (20 سنتيما) روايات شعبية بتكلفة منخفضة.
لكن النجاح في استقبال كتب الجيب يرجع لجمعه بين الفكر المعاصر والطلب الشعبي المتزايد على الكتب الرخيصة، بصورة غلاف مماثلة لملصقات السينما وجودة كتابة جيدة.